# 4274 Karamanov
4274 Karamanov eller 1980 RZ3 är en asteroid i huvudbältet som upptäcktes den 6 september 1980 av den rysk-sovjetiske astronomen Nikolaj Tjernych vid Krims astrofysiska observatorium på Krim. Den har fått sitt namn efter den ukrainsk-sovjetiske kompositören Alemdar Karamanov (1934–2007).
Asteroiden har en diameter på ungefär tretton kilometer.